# Stefano Donagrandi
Stefano Donagrandi (Bormio, 1 september 1976) is een Italiaans oud-langebaanschaatser en huidig schaatscoach.

## Biografie
Donagrandi begon als shorttracker, maar besloot toch over te stappen naar de langebaan. In 1996 werd hij Italiaans juniorenkampioen, en in 1995 en 1996 deed hij mee aan de wereldkampioenschappen voor junioren.
Later deed Donagrandi ook mee aan grote internationale toernooien, maar zonder veel succes. Een ernstige hernia in zijn rug en problemen met de Italiaanse schaatsbond hebben hieraan bijgedragen. Pas in 2006 blonk er goud: hij won samen met zijn teamgenoten Matteo Anesi, Enrico Fabris en Ippolito Sanfratello de ploegenachtervolging in Turijn. Aan het einde van het olympische seizoen reed hij het WK Allround in Calgary. Het jaar daarop bij het Europese kampioenschappen schaatsen 2007 viel hij op de 500 meter en ging zijn schouder uit de kom.
Na zijn schaatscarrière werd Donagrandi onderdeel van de coachingsstaf van de Italiaanse schaatsbond. In eerste instantie als assistent van Maurizio Marchetto, later als assistent van Gianni Romme en tot 2016 bij Team Corendon naast Peter Kolder. Hierna is hij trainer geworden bij het KNSB Talent Team Midden-Oost voor langebaan. Daar werkte hij onder andere met Beau Snellink. Met ingang van seizoen 2022/2023 is hij coach bij TalentNED met Wouter van der Ploeg.

## Persoonlijk
Donagrandi is getrouwd met een Nederlandse vrouw, heeft een zoon en is woonachtig in Zuiderwoude.

## Persoonlijke records
| Afstand      | Tijd     | Datum            | Baan           |
| ------------ | -------- | ---------------- | -------------- |
| 500 meter    | 36,67    | 18 maart 2006    | Calgary        |
| 1000 meter   | 1.12,86  | 14 februari 2004 | Collalbo       |
| 1500 meter   | 1.45,52  | 19 maart 2006    | Calgary        |
| 3000 meter   | 3.50,29  | 5 februari 2006  | Turijn         |
| 5000 meter   | 6.26,02  | 19 november 2005 | Salt Lake City |
| 10.000 meter | 13.47,67 | 24 februari 2006 | Turijn         |

## Resultaten
| jaar | IK Sprint | IK Allround | EK Allround | Olympische Spelen                                   | WK Afstanden        | WK Allround | WK Junioren |
| ---- | --------- | ----------- | ----------- | --------------------------------------------------- | ------------------- | ----------- | ----------- |
| 1995 |           | -           |             |                                                     |                     |             | NC48        |
| 1996 |           | 4e          |             |                                                     |                     |             | 12e         |
| 1997 |           | 6e          |             |                                                     |                     |             |             |
| 1998 |           | Brons       | NC15        | -                                                   | -                   | -           |             |
| 1999 |           | Zilver      | 11e         |                                                     | 15e 1500m 15e 5000m | NC22        |             |
| 2000 |           | -           | -           |                                                     | -                   | -           |             |
| 2001 |           | NC5         | -           |                                                     | -                   | -           |             |
| 2002 |           | Zilver      | -           | 24e 1500m 20e 5000m                                 |                     | -           |             |
| 2003 |           | Zilver      | NC20        |                                                     | -                   | -           |             |
| 2004 |           | NC7         | -           |                                                     | -                   | -           |             |
| 2005 |           | Brons       | NC21        |                                                     | 24e 1500m           | -           |             |
| 2006 | Brons     | Brons       | -           | 22e 1500m · 16e 5000m · 13e 10.000m · achtervolging |                     | NC14        |             |
| 2007 | -         | -           | NF1         |                                                     | -                   | -           |             |

### Medaillespiegel
| kampioenschap     | goud | zilver | brons |
| ----------------- | ---- | ------ | ----- |
| IK Sprint         | 0    | 0      | 1     |
| IK Allround       | 0    | 3      | 4     |
| Olympische Spelen | 1    | 0      | 0     |